# André le Scythe
André le Scythe (mort après 887) est un important officier militaire byzantin qui se distingue lors des guerres arabo-byzantines, atteignant le poste de Domestique des Scholes lors des dernières années du règne de Basile Ier le Macédonien et au début du règne de Léon VI le Sage, jusqu'à ce qu'il décède. Il joue un rôle important dans les affaires internes lors du début du règne de Léon, notamment dans la mise à l'écart puis le procès du patriarche Photios. 

## Biographie
Selon le chroniqueur Génésios et les continuateurs de Georges le Moine, André descend de Scythes occidentaux, d'où son surnom de « Scythe » qui lui est donné par les historiens modernes. En réalité, les « Scythes » sont un terme byzantin désignant les Slaves.
André pourrait être identifié à l'homme du même nom qui commande la garde impériale, l'Hétairie, quand le jeune Basile le Macédonien y sert, alors qu'il gravit les échelons de simple garçon d'étable jusqu'à favori de l'empereur Michel III. Quand Basile parvient au pouvoir en 867 après avoir assassiné Michel, André accède à des postes plus importants. Dans les années 870, alors qu'il est hypostrategos (commandant en second) du thème de l'Opsikion, il se distingue dans les guerres contre les raids arabes en Asie Mineure et est récompensé des titres de patrice et du poste de domestique des Scholes (général en chef),.
En tant que domestique, il doit mener la constante guerre de raids et contre-raids contre les émirats musulmans frontaliers de Tarse et de Mélitène. Théophane Continué rapporte qu'il est mis à l'écart pour sa trop grande timidité contre les Arabes, après avoir échoué à exploiter une victoire décisive contre l'émir de Tarse, Abdallah ibn Rachid ibn Kawus. Génésios et les continuateurs de Georges le Moine ne mentionnent pas cette mise à l'écart. Au contraire, ils affirment qu'en raison de ses succès, il est élevé au rang de magistros. André est aussi mentionné comme ayant dirigé, aux côtés de Christophe, le sac de Téphrikè, la capitale des Pauliciens. Cet événement est situé en 878 mais c'est probablement une erreur car la campagne finale contre Téphrikè est sûrement conduite par Basile en personne. En revanche, la chronique de Syméon Métaphraste donne une tout autre version de l'histoire de sa mise à l'écart. Il la place en 883, au moment de la dégradation des relations entre Basile et son fils, le futur Léon VI. Théodore Santabarénos accuse André d'être impliqué dans le complot autour de Léon et qui vise à renverser Basile Ier. Avec d'autres dignitaires haut placés liés à Léon, André perd son poste alors même qu'il est en campagne. Quelle que soit la véritable version des événements, sa disgrâce ne dure pas car son successeur, Kesta Styppéiotès, est lourdement battu par les Arabes. De ce fait, André le Scythe récupère son poste, qu'il conserve jusqu'à la fin de sa vie,.
Quand Léon succède à son père, André émerge rapidement comme le nouveau bras droit de l'empereur. Ainsi, c'est André le Scythe qui dirige la délégation de sénateurs et de hauts dignitaires envoyée par Léon à Chrysopolis, juste après son accession au pouvoir le 29 août 886. Elle a pour objet de retrouver et de ramener dans la capitale le corps de Michel III, pour qu'il soit enterré dans l'église des Saints-Apôtres. En effet, Léon est persuadé que Michel est son vrai père,. André joue aussi un rôle important dans le désistement du patriarche Photios qui, avec son protégé Théodore Santabarénos, est accusé par André et le magistros Étienne de complot pour renverser Léon VI. André le Scythe agit comme agent de confiance du souverain. Aux côtés de Jean Hagipolitès, le logothète du Drome, il se rend à Sainte-Sophie pour lire publiquement les charges retenues contre Photios avant de l'arrêter. Le procès du patriarche pour trahison a lieu en 887. André dirige un tribunal composé de hauts dignitaire. Photios et Théodore sont déclarés coupables et l'ancien patriarche est banni dans un monastère où il décède, tandis que Théodore est exilé à Athènes,.
Le procès de Photios est la dernière mention d'André dans les sources. Il est probablement mort entre cet événement et 894, quand Nicéphore Phocas l'Aîné est mentionné comme lui ayant succédé en tant que domestique des Scholes,.